# Parasipyloidea scalprifera
Parasipyloidea scalprifera is een insect uit de orde Phasmatodea en de familie Diapheromeridae. De wetenschappelijke naam van deze soort is voor het eerst geldig gepubliceerd in 1935 door Günther.